# Шухруповське
Шухру́повське (рос. Шухруповское) — село у складі Туринського міського округу Свердловської області.
Населення — 558 осіб (2010, 724 у 2002).
Національний склад населення станом на 2002 рік: росіяни — 96 %.